# Đakovo (Kraljevo)
Đakovo (Servisch cyrillisch Ђаково) is een plaats in de Servische gemeente Kraljevo. De plaats telt 244 inwoners (2002).